# Polygala crotalarioides
Polygala crotalarioides là một loài thực vật có hoa trong họ Polygalaceae. Loài này được Buch.-Ham. ex DC. miêu tả khoa học đầu tiên năm 1824.